# 飯村和也
飯村 和也（いいむら かずや）は日本のミュージカル俳優。劇団四季所属。茨城県出身。

## 来歴・人物
学生の頃は剣道や居合に励み、武道ひとすじであったが、姉の影響で中学生の時観劇した『クレイジー・フォー・ユー』をきっかけに劇団四季のファンとなり、ミュージカルに興味を抱く。
流通経済大学に在学中の大学3年生、21歳の時にバレエを習い始める。同大学を卒業後、広告代理店に就職するも、サラリーマン2年目で夢を諦めきれずに劇団四季のオーディションを受験。
オーディションに合格し、2002年9月に劇団四季研究所に入所した。
2003年6月15日から始まった東京公演『ミュージカル李香蘭』の検察官役で四季での初舞台を踏む。その後、2005年には弁護官/連合艦隊通信員を演じる。
2004年にはファミリーミュージカル『桃次郎の冒険』で主演の桃次郎役に抜擢されたほか、2007年3月1日からの『夢から醒めた夢』福岡公演の中でメソ役デビューを果たすなど、着実に実績を積む。
2008年2月18日、『ライオンキング』のシンバ役デビュー。本役には2004年から催促され、2005年の『ミュージカル 李香蘭』 出演時よりキャスティングされていた。約4年間のレッスンを重ねて舞台へたった。
その後も多くの舞台に出演するも、2010年末から2012年10月まで、膝の手術とそのリハビリのため舞台に姿を見せなかった。
2012年10月から、『ドリーミング 』の犬のチロー役で舞台復帰。
2013年8月から2014年11月16日までの『ウィキッド』東京凱旋公演にてフィエロ役で舞台に立つ。なお、この公演は初演以来初の東京での公演だった。
2015年からの全国公演『むかしむかしゾウがきた』ではひろめ屋を好演した。 
2016年5月3日開幕の『ウィキッド』札幌公演では、開幕キャストとして再びフィエロ役を演じる。
2017年春からの『ライオンキング』札幌公演に伴い、イベントのさっぽろ雪まつりに参加し、元シンバ役の美声を響かせた。
そして2017年4月16日に『ライオンキング』の東京公演でスカー役のデビューを果たし、同年5月28日の四季劇場「春」でのロングラン公演最終日にも出演し、カーテンコールで挨拶をしている。また、劇団四季で唯一シンバ役とスカー役を経験している俳優でもあり、テレビなどの広報活動でも活躍した。

## 出演作品
- ミュージカル李香蘭 (検察官)(弁護官/連合艦隊通信員)
- 桃次郎の冒険 (桃次郎)
- 夢から醒めた夢(メソ)
- ライオン・キング(シンバ)(スカー)
- コーラスライン (ポール)
- マンマ・ミーア!(エディ)(ハリー)
- ドリーミング (犬のチロー)
- はだかの王様(ペテン師スリッパ)
- ウィキッド (フィエロ)
- むかしむかしゾウがきた(ひろめ屋)
- 恋におちたシェイクスピア (劇団四季) (ウェセックス)
- ひばり(主任検事)
- ゴースト＆レディ(劇団四季)(男性アンサンブル《ハーバード戦時大臣》)

## DVD
- 劇団四季「夢から醒めた夢」（2011年） - メソ役